# سامي جونسون
سامي جونسون (بالإنجليزية: Sammy Johnson)‏ هو لاعب كرة قدم أمريكية أمريكي، ولد في 22 سبتمبر 1952 في برلنغتون في الولايات المتحدة.

## وصلات خارجية
- سامي جونسون على موقع مرجع كرة القدم المحترفة.كوم (الإنجليزية)